# تومي طومسون
تومي طومسون (بالإنجليزية: Tommy Thompson)‏ هو لاعب كرة قاعدة أمريكي، ولد في 7 نوفمبر 1889 في سبرينغ سيتي في الولايات المتحدة، وتوفي في 16 يناير 1963 في لاهويا في الولايات المتحدة.

## وصلات خارجية
- تومي طومسون على موقعبيزبول رفرنس.كوم (الدوري الرئيسي) (الإنجليزية)